# Music for Cougars
Music for Cougars — шестой студийный альбом группы Sugar Ray, выпущенный 21 июля 2009 года. Диск не был также коммерчески успешен, как предыдущие альбомы. В чарте Billboard альбом достиг только 80 строчки и ни один из трёх синглов с альбома не попал в чарт.

## Список композиций[2]
1. «Girls Were Made to Love» (featuring Collie Buddz) (включает семпл из песни Eddie Hodges, (Girls, Girls, Girls) Made to Love, 1962) — 3:38
2. «Boardwalk» — 3:26
3. «She’s Got The (Woo-Hoo)» — 3:35
4. «Love Is the Answer» (кавер-версия ранее не реализованного трека группы Weezer, написанного в соавторстве с Rivers Cuomo. Позднее песня была переделана и выпущена на альбоме Weezer Raditude в 2009 году)[3] — 3:57
5. «Rainbow» — 3:17
6. «Closer» — 3:33
7. «When We Were Young» — 3:21
8. «Going Nowhere» — 2:49
9. «Love 101» — 3:17
10. «Last Days» — 3:33
11. «Morning Sun» — 3:44
12. «Dance Like No One’s Watchin'» (featuring Donavon Frankenreiter) — 3:53